# Emil Peter Jørgensen
Emil Peter Jørgensen (født 14. november 1995 i Danmark) er en dansk fodboldspiller, der i øjeblikket er klubløs.

## Karriere

### Odense Boldklub
Emil Peter Jørgensen har spillet i Odense Boldklub siden han var ni år gammel. I december 2013 var han til prøvetræning i engelske Charlton Athletic i en alder af bare 18 år. Han fik dog ikke spillet sig til nogen kontrakt.
Den 21. juli 2013 fik Jørgensen sin debut på førsteholdet hjemme mod SønderjyskE, men blev først i sommeren 2014 permanent rykket derop.

### FC Roskilde
Den 1. september 2014 blev det offentliggjort, at Emil Jørgensen skiftede til FC Roskilde på en lejekontrakt. Lejeaftalen med FC Roskilde blev dog en kort fornøjelse, da kontrakten blev ophævet igen den 17. september, da Emil Jørgensen mente, at han ikke havde det rette fokus i klubben og han ikke kunne få det til at passe sammen med sin uddannelse.

### FC Fredericia
Den 21. juli 2015 blev det offentliggjort, at Emil Peter Jørgensen havde skrevet under på kontrakt gældende for resten af 2015 med FC Fredericia.

### AC Omonia Nicosia
Efter et år i 1. Division fik Emil Peter Jørgensen muligheden for at komme til cypriotiske Omonia Nicosia, der sæsonen inden var blevet nummer 4 i den hjemlige liga. Det blev dog ikke til spilletid på Cypern og dermed blev udenlandsopholdet kun på knap et år.

### Boldklubben Marienlyst
Den på daværende tidspunkt fynske 2. Divisionsklub, Marienlyst, fik den 3. marts 2017 papir på Emil Peter Jørgensen efter sit udenlandsophold i cypriotiske Omonia Nicosia. Det halve år i Marienlyst, under ledelse af Carsten Hemmingsen, blev dog til flere kampe som indskifter end starter for Emil Peter Jørgensen.

### Boldklubben 1913
Den 18. august 2017 fik Emil Peter Jørgensen sin debut for Tretten i årstalsderbyet mod Boldklubben 1909, der endte 2-2. Emil Peter Jørgensen var fast mand og startede samtlige kampe i efterårssæsonen for B1913. 

### Boldklubben Frem
Emil Peter Jørgensen kom i foråret 2018 på kontrakt hos 2. Divisionsklubben Boldklubben Frem, hvor det blev til 15 kampe inden han skiftede til den bedste bulgariske række hos FK Vereya.

### FK Vereya
Emil Peter Jørgensen skiftede i juli 2018 til bulgariske FC Vereya.  Trods et spændende klubskifte endte i et kaos med magtkampe, trusler og manglende løn. 

## International karriere
Emil Peter Jørgensen har optrådt for alle danske ungdomslandshold fra U16 til U20, hvilket er mundet ud i 32 U-landskampe og to mål til følge.